# Whitaker
Whitaker és una població dels Estats Units a l'estat de Pennsilvània. Segons el cens del 2000 tenia 1.338 habitants.

## Demografia
Segons el cens del 2000, Whitaker tenia 1.338 habitants, 560 habitatges, i 384 famílies. La densitat de població era de 1.722 habitants per km².
Dels 560 habitatges en un 28,9% hi vivien nens de menys de 18 anys, en un 47,7% hi vivien parelles casades, en un 15,7% dones solteres, i en un 31,4% no eren unitats familiars. En el 28% dels habitatges hi vivien persones soles el 12,1% de les quals corresponia a persones de 65 anys o més que vivien soles. El nombre mitjà de persones vivint en cada habitatge era de 2,39 i el nombre mitjà de persones que vivien en cada família era de 2,89.
Per edats la població es repartia de la següent manera: un 23,4% tenia menys de 18 anys, un 6,4% entre 18 i 24, un 30% entre 25 i 44, un 23,2% de 45 a 60 i un 17% 65 anys o més.
L'edat mediana era de 39 anys. Per cada 100 dones de 18 o més anys hi havia 94,1 homes.
La renda mediana per habitatge era de 34.239 $ i la renda mediana per família de 39.250 $. Els homes tenien una renda mediana de 29.152 $ mentre que les dones 23.409 $. La renda per capita de la població era de 19.910 $. Entorn de l'11,9% de les famílies i el 14,6% de la població estaven per davall del llindar de pobresa.

## Poblacions més properes
El següent diagrama mostra les poblacions més properes.